# Matthias Manasi
Matthias Manasi, född 26 december 1969 i Berlin, är en tysk dirigent och pianist. Han var musikdirektör och chefsdirigent för Nickel City Opera i Buffalo (New York, USA) från 2017 till 2021.

## Biografi

### Studier
Matthias Manasi började spela piano vid tre års ålder och violin vid åtta års ålder. Vid 10 års ålder gjorde han sin debut som konsertpianist och när han var 14 år gammal blev han elev till Wolfgang Bloser. Han studerade dirigering vid Stuttgart University of Music and Performing Arts med Thomas Ungar och piano för Andrzej Ratusinski och vid Karlsruhe musikuniversitet för Carmen Piazzini.
Vid 19 års ålder började Manasi under studietiden arbeta som assistentdirigent och repetitör vid statsoperan Stuttgart. Han gjorde sin debut som dirigent vid 19 års ålder med Stravinskys L'histoire du soldat på teatern Wilhelma i Stuttgart. Under sin studietid var han assistent till Heinz Holliger, Manfred Honeck och Miguel Angel Gómez Martinez. Manasi deltog i mästarklasser med Sylvain Cambreling, Helmuth Rilling, Gianluigi Gelmetti, Jorma Panula och Kurt Masur. Några av hans mentorer var Karl Österreicher och Ferdinand Leitner.

### Musikalisk karriär
Han började sin dirigentkarriär som operadirigent med Verdis Maskeradbal på Schlesiska statsoperan (Slezske divadlo Opava), följt av Puccinis La bohème, Mozarts Don Giovanni och Mozarts Trollflöjten. Efter studierna anställdes han som dirigent (Kapellmeister) vid Kieloperan
(Opernhaus Kiel) och därefter som dirigent vid Oldenburgs statsteater. Från 2000 till 2013 var han chefsdirigent för Camerata Italiana-orkestern (från 2010 även som konstnärlig ledare). År 2012 dirigerade han världspremiären av Cosimo Minicozzis oratorium The Passion of Father Pio da Pietrelcino med orkestern Camerata Italiana. Från 2010 till 2013 var han musikdirektör för International Punta Classic Festival i Montevideo. Manasi var förste dirigent vid Breslaus opera (Opera Wrocławska) från 2013 till 2016. År 2017 blev Manasi musikdirektör och chefsdirigent vid Nickel City Opera i Buffalo, där han efterträdde dirigenten Michael Ching. År 2021 avslutade Manasi sin tjänstgöring som musikdirektör och chefsdirigent för Nickel City Opera. Manasi var chefsdirigent för orkestern "I Solisti di Milano".
Matthias Manasi gästdirigerade på Polska Nationaloperan i Warszawa, Leipzigs opera, Deutsche Oper Berlin, teatern i Bremen, statsteatern Kassel, statsteatern Braunschweig, statsoperan Stuttgart, Astana operan, operan i Halle, Poznań operan, stadsteatern Klagenfurt och på Eutin festivalen.
Parallellt med sin operakarriär dirigerade Manasi bland annat Münchens radioorkester, tjeckiska filharmonikerna, Helsingfors stadsorkester, SWR Symfoniorkester, Kazakh State Philharmonic Orchestra, Çukurova Devlet Senfoni Orkestrası, Orchestra Sinfonica di Roma, Orchestra Sinfonica do Teatro Nacional Claudio Santoro, Hamburgsymfonikerna, statsorkestern Hannover, Orchestra Sinfonica della Provincia di Bari, och Wiens Mozartorkester vid Musikverein Wien.
Vid sidan av sitt arbete som dirigent har han även uppträtt som konsertpianist med orkestrar som Kiels filharmoniska orkester. Den 5 mars 2016 öppnade Matthias Manasi som dirigent och pianist den 24:e Liepaja International Stars Festival med Liepajas symfoniorkester. Som dirigent och pianist framträdde han med Rio Grande do Norte Symphony Orchestra och med Southern Arizona Symphony Orchestra. I november 2009 ackompanjerade han mezzosopranen Laura Brioli på Richard Wagners Steinway-flygel vid en konsert på Villa Wahnfried i Bayreuth.
Den 8 december 2017 dirigerade han en global minneskonsert för kung Mikael I av Rumänien med Rumäniens nationella radioorkester i Bukarest. Han ledde konserter vid filmevenemang med musik kompositören John Williams ur Harry Potter filmserien av i samarbete med Warner Bros..
I april 2023 släpptes en ny CD på etiketten Hänssler Classic med Matthias Manasi som dirigent och Slovak Sinfonietta med Mozarts symfonier nr 34-36.
I januari 2024 dirigerade Manasi nyårskonserten 2024 med Selangor Symphony Orchestra i Kuala Lumpur.